# Labrousse
 Labrousse  es una población y comuna francesa, situada en la región de Auvernia-Ródano-Alpes, departamento de Cantal, en el distrito de Aurillac y cantón de Arpajon-sur-Cère.

## Demografía
| 414 | 395 | 397 | 445 | 432 | 379 |
| Para los censos de 1962 a 1999 la población legal corresponde a la población sin duplicidades (Fuente: INSEE [Consultar]) |     |     |     |     |     |